# Juncus
Juncus là một chi thực vật có hoa trong họ Bấc.

## Danh sách loài
Dưới đây là một số loài trong chi Juncus:
- Juncus acuminatus
- Juncus acutiflorus
- Juncus acutus
- Juncus aemulans
- Juncus alatus
- Juncus alexandri
- Juncus allioides
- Juncus alpigenus
- Juncus alpiniformis
- Juncus alpinoarticulatus
- Juncus amabilis
- Juncus amplifolius
- Juncus amuricus
- Juncus anatolicus
- Juncus anceps
- Juncus andersonii
- Juncus antarcticus
- Juncus anthelatus
- Juncus arcticus
- Juncus aridicola
- Juncus articulatus
- Juncus astreptus
- Juncus atratus
- Juncus australis
- Juncus balticus
- Juncus bassianus
- Juncus benghalensis
- Juncus beringensis
- Juncus biflorus
- Juncus biglumis
- Juncus biglumoides
- Juncus bolanderi
- Juncus brachycarpus
- Juncus brachycephalus
- Juncus brachyphyllus
- Juncus brachyspathus
- Juncus brachystigma
- Juncus brasiliensis
- Juncus brevibracteus
- Juncus brevicaudatus
- Juncus breviculmis
- Juncus breweri
- Juncus brueggeri
- Juncus bryoides
- Juncus bryophilus
- Juncus bufonius
- Juncus bulbosus
- Juncus burkartii
- Juncus caesariensis
- Juncus caespiticius
- Juncus canadensis
- Juncus capensis
- Juncus capillaceus
- Juncus capillaris
- Juncus capitatus
- Juncus castaneus
- Juncus cephalostigma
- Juncus cephalotes
- Juncus chiapasensis
- Juncus chlorocephalus
- Juncus chrysocarpus
- Juncus clarkei
- Juncus compressus
- Juncus concinnus
- Juncus concolor

## Hình ảnh

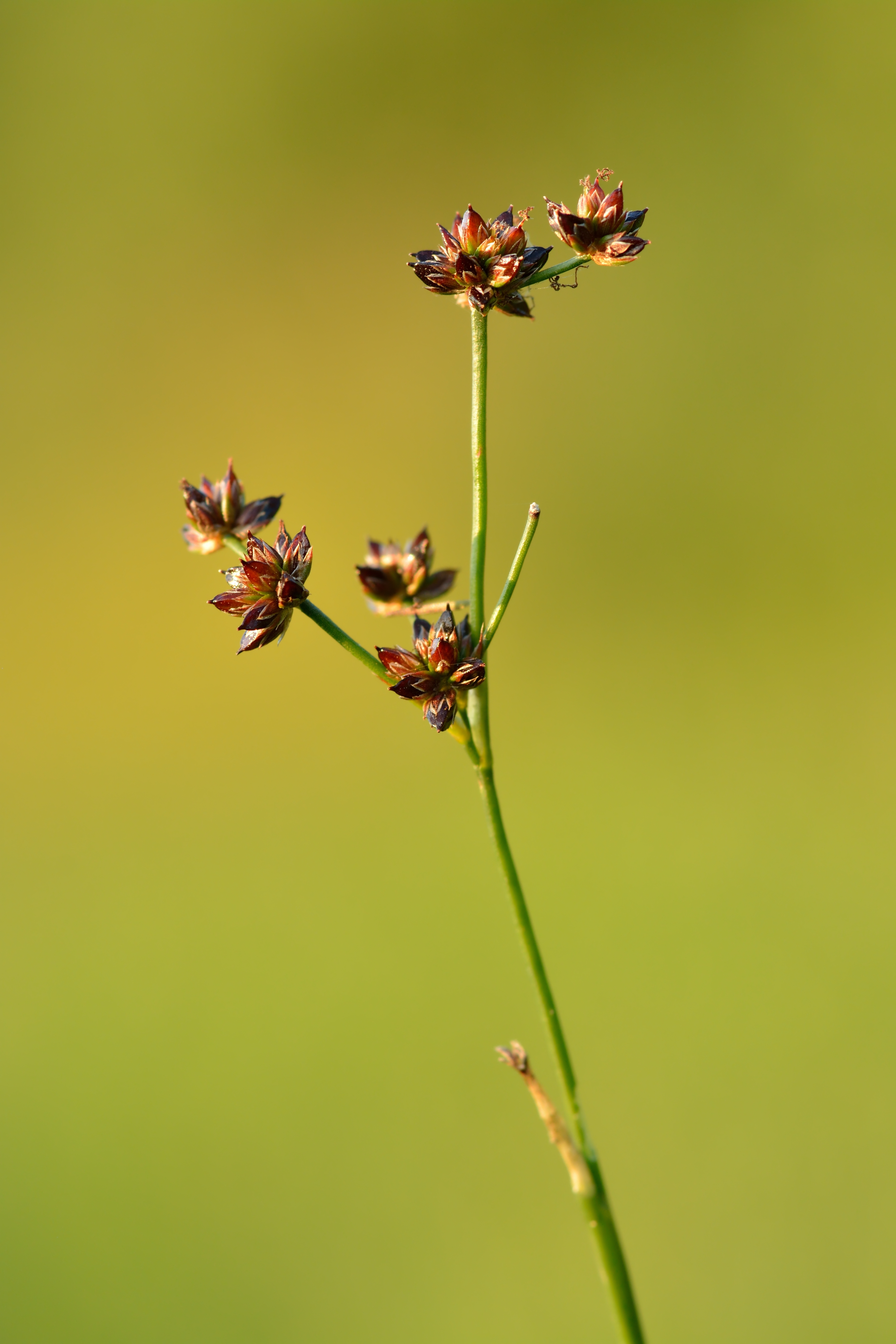
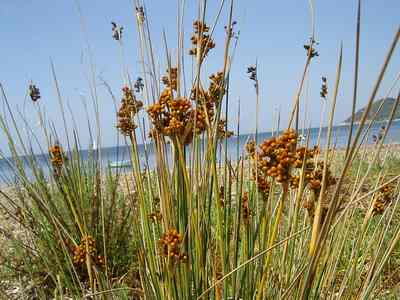
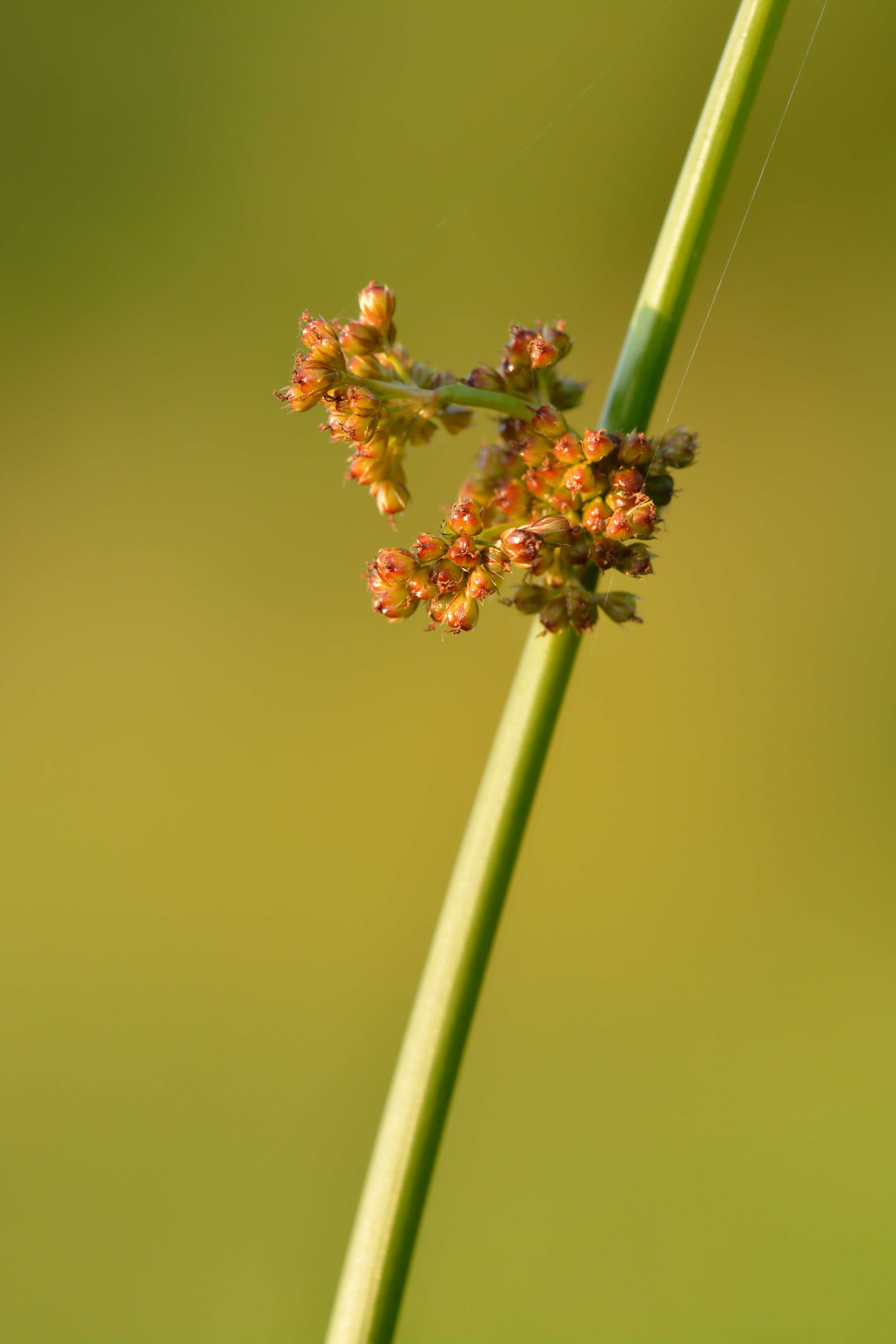
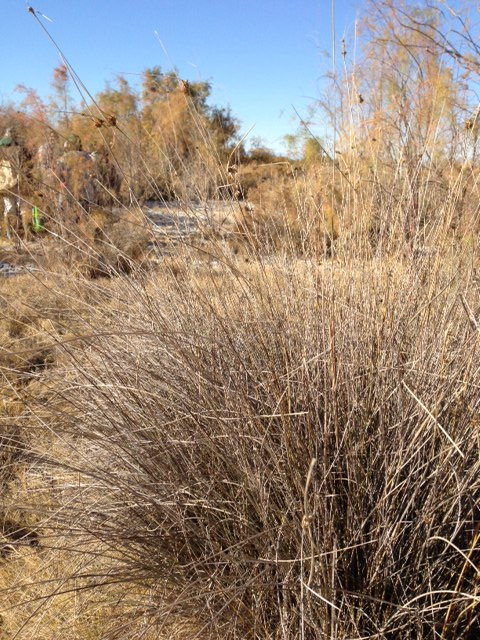